# Powiatowa lady Makbet

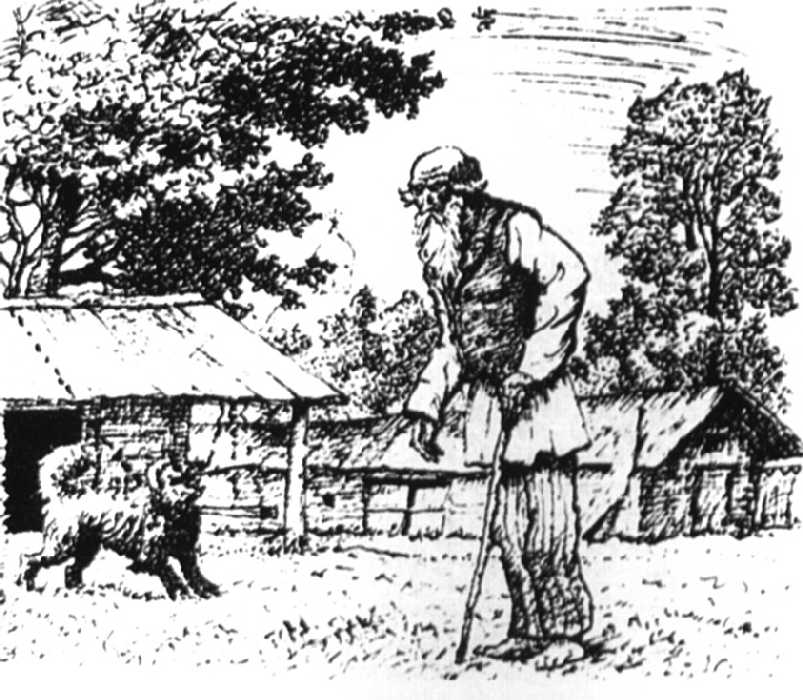
Ilustracja Borisa Kustodijewa do opowiadania

Powiatowa lady Makbet (oryg. ros. Леди Макбет Мценского уезда, dosł. Lady Makbet powiatu mceńskiego) – opowiadanie Nikołaja Leskowa napisane w 1864, opublikowane rok później w czasopiśmie braci Dostojewskich „Epoka”.

## Okoliczności powstania utworu
Koncepcja opowiadania najprawdopodobniej rodziła się etapami, pod wpływem osobistych doświadczeń Leskowa. Kiedy był on jeszcze gimnazjalistą w Orle, w jego mieście młoda kobieta zamordowała swojego teścia, za co została poddana publicznej chłoście. Pracując jako urzędnik w areszcie w Orle, Leskow miał natomiast okazję zaobserwować liczne sceny z życia więźniów, procedury i warunki ich transportowania na katorgę. Obrazy te znalazły się w końcowych partiach utworu, w opisie transportu Katarzyny i Sergiusza na miejsce odbywania kary. Z kolei obraz pięknej więźniarki Sonietki jest najprawdopodobniej portretem autentycznej kobiety napotkanej w areszcie przez pisarza.
Opisując po ukończeniu opowiadania proces jego tworzenia, Leskow twierdził, że pisząc o zbrodniach popełnianych przez główną bohaterkę, sam zaczynał czuć się nieswojo, zaś pisał niemal w transie, bojąc się najlżejszego szelestu. Podsumowując te doświadczenia, pisarz stwierdził, iż, aby uniknąć tego typu doznań, nie powróci już do podobnej tematyki.

## Zarys treści
Dwudziestoczteroletnia Katarzyna zostaje wydana za mąż za znacznie starszego od siebie kupca, Zenobiusza Izmajłowa. W małżeństwie czuje się zaniedbywana i nieszczęśliwa, gdyż mąż zajmuje się wyłącznie handlem, nie dbając o nią. Katarzyna nagle zakochuje się w jednym ze służących, przystojnym Sergiuszu, a kiedy mąż wyjeżdża w interesach, nawiązuje z nim romans. Pewnego dnia wychodzącego z sypialni Izmajłowej młodzieńca spotyka mieszkający z nimi ojciec Zenobiusza, stary Borys, który nakazuje wychłostać Sergiusza i zapowiada podobną karę dla Katarzyny. Aby uniknąć odpowiedzialności, kobieta truje go preparatem na szczury, pozorując zatrucie grzybami. Po powrocie Zenobiusza okazuje się jednak, że wie on już o zachowaniu żony i również pragnie ją ukarać; Katarzyna i Sergiusz mordują go we własnym domu i potajemnie chowają w ogrodzie. Wdowa przejmuje po mężu majątek, jednak odnajduje się daleki krewny zabitego, mający prawo do jego połowy. Jest to jeszcze chłopiec, Teodor, który przybywa do Mceńska razem z opiekującą się nim babcią. Pragnąc pozbyć się również jego, Katarzyna i Sergiusz duszą go, gdy babcia wychodzi do cerkwi, aby pomodlić się za jego zdrowie. Morderstwo zostaje jednak zauważone przez przypadkowego robotnika przez szparę w żaluzjach. Zabójcy zostają aresztowani, skazani na chłostę i katorgę (wychodzi przy tym na jaw również morderstwo Zenobiusza). Ciężarna Katarzyna rodzi dziecko Sergiusza, jednak, nie chcąc się nim opiekować, oddaje je babci zabitego Teodora. Sama czuje się szczęśliwa nawet w więzieniu, pod warunkiem, że będzie mogła  spotykać się z kochankiem. W tym celu przekupuje strażników ostatnimi posiadanymi pieniędzmi. Mężczyzna nawiązuje jednak nowy, krótkotrwały romans z więźniarką Fioną, a następnie z siedemnastoletnią katorżnicą Sonietką. Ta oczekuje od niego dowodu miłości w postaci publicznego upokorzenia Katarzyny, Sergiusz nakłania zatem dawną kochankę, by ofiarowała mu nowe pończochy, by potem przekazać je Sonietce. Wyszydzana przez oboje Katarzyna początkowo przyjmuje zniewagi beznamiętnie, jednak w czasie przejazdu więźniów statkiem przez Wołgę rzuca się na znienawidzoną rywalkę i topi ją w rzece, ginąc razem z nią.

## Cechy i wymowa utworu
Tytuł dzieła, nawiązujący do dramatu Szekspira Makbet, sygnalizuje tematykę utworu – zgubne działanie namiętności ludzkich. Nie oznacza to jednak, że dzieło powtarza wątki ze sztuki angielskiego autora.
Temat zbrodni popełnionej przez żonę na mężu związanej z nawiązaniem przez nią romansu był wielokrotnie poruszany w literaturze rosyjskiej. Zdaniem prof. Wiktora Jakubowskiego szczególną cechą, świadczącą o wartości opowiadania Leskowa, jest brak ujęcia melodramatycznego i zachowanie w całym dziele surowego realizmu. Nowela wyróżnia się również na tle innych dzieł tego autora brakiem tendencji publicystycznych i komentarzy do bieżących wydarzeń politycznych, jak również daleko posuniętą oszczędnością językową i zwartością – rezygnacją z typowych dla pisarza refleksji i rozważań na tematy poboczne. Zwartość kompozycji jest szczególnie widoczna w scenie końcowej, w której zaledwie w kilku zdaniach, bez patosu, opisana jest śmierć Katarzyny i Sonietki.
Również analiza psychologiczna postępowania tytułowej bohaterki jest ograniczona. Narrator ogranicza się do szczegółowego opisu popełnionych przez nią zbrodni i zasygnalizowania lęków, jakie pojawiają się u niej w miarę kolejnych morderstw (sny, w których zamordowany teść pojawia się pod postacią kota). Jako przyczyna amoralnego, bezwzględnego postępowania Katarzyny Izmajłowej sugerowana jest jej namiętna miłość do Sergiusza, która wypełnia całe jej życie jako gwałtowna i szczęśliwa odmiana po nudnym życiu u boku męża. Jedyną wyraziście zarysowaną cechą charakteru Katarzyny jest jej siła woli: bohaterka z dumą przyjmuje kary, jakie zostały jej wymierzone przez sąd, a w więzieniu załamuje się dopiero wtedy, gdy zostaje upokorzona przez kochanka, dla którego popełniła wcześniej zbrodnie.
Na język polski utwór przetłumaczył Jerzy Wyszomirski.

## Adaptacje
- Powiatowa lady Makbet stała się inspiracją dla Dmitrija Szostakowicza do napisania opery Katarzyna Izmajłowa[7].
- W 1961 roku Andrzej Wajda wyreżyserował film o tym samym tytule.
- W 2016 roku powstał film Lady M. (ang. Lady Macbeth) w reżyserii Williama Oldroyda